# تيكو بنسون
تيكو بنسون (بالإنجليزية: Teco Benson)‏، هُو مخرج أفلام مُنتج نيجيري. رُشح تيكو سنتي 2006 و2008 للتنافس على جائزة أفضل مُخرج خلال حفل توزيع جوائز الأكاديمية الأفريقية للأفلام.

## وصلات خارجية
- تيكو بنسون على موقع IMDb (الإنجليزية)
- تيكو بنسون على موقع أول موفي (الإنجليزية)
- تيكو بنسون على موقع قاعدة بيانات الفيلم (الإنجليزية)
- تيكو بنسون على موقع كينوبويسك (الروسية)